# Wilhelm Brambach
Wilhelm Brambach, född 17 december 1841 i Bonn, död 26 februari 1928 i Karlsruhe, var en tysk filolog och musikhistoriker. Han var bror till tonsättaren Caspar Joseph Brambach.
Brambach blev professor i klassisk filologi vid Freiburgs universitet i Freiburg im Breisgau i Breisgau 1868. Han var 1872-1904 överbibliotekarie i Karlsruhe. Brambach var författare till en rad skrifter om medeltida musik, bland annat de värdefulla verken till försvar för den så kallade gregorianska traditionen.